# カサ・グランデ・デル・プエブロ
カサ・グランデ・デル・プエブロ（スペイン語: Casa Grande del Pueblo、英語: Great House of the People）は、ボリビア大統領の官邸である。2018年にパラシオ・ケマド（Palacio Quemado）の代替として建設された。ムリージョ広場の奥に位置し、高さ120m、29階建ての高層建築である。
2018年8月9日、エボ・モラレス大統領時代に完成したが、ヘアニネ・アニェス暫定政府は2019年から2020年までパラシオ・ケマドに戻っていた。しかし2020年11月8日のルイス・アルセの就任後は、再び大統領の官邸となっている。

## 歴史
旧官邸のパラシオ・ケマドは1853年築の歴史ある建物だが、大統領を補佐する職員を全員収容することができなかった。このためボリビア政府は裏側に高層の官邸を新築する計画を立てた。しかし、官邸は歴史的建築が点在する旧市街にあるため、地元のラパス市はこの計画に反対を表明していた。一方、エボ・モラレス大統領を支持する多民族立法議会は、市の条例を回避してタワーの建設を許可した 。
建設地はラパス大聖堂に隣接しており、1821年に建てられた大司教の邸宅が立地する由緒ある土地であったため論争が起きた 。文化的・歴史的な団体は、この建物の破壊に反対したが  、最終的にこの歴史的建造物は解体された。カサ・グランデ・デル・プエブロは2018年8月9日に完成し 、費用は3,400万ドルであったという。

## デザインと機能
29階建てで120メートル (390 ft)の高さを誇り、完成時にボリビアの（事実上の）首都ラパスで最も高い建物であった。 
ロビーには、ロベルト・ママニ・ママニ氏が制作したパチャママの壁画があり、アーチには、ボリビアで認定されている36の先住民グループを表す男女半々の36の顔が描かれている。外観には、ボリビアの3つの気候帯「アンデス」「山間部の盆地」「低地」を表す3つのシンボルが表示されている。
もとあったパラシオ・ケマドが欧風の建物であるのに対し、エボ・モラレスは、先祖伝来のティアナコタ型（tipo tihuanacota）建築の要素が含まれていることから、この新本部を「先住民族や社会運動のアイデンティティ回復のマイルストーンである」と強調した。これまで、一部の省庁やその他の政府機関が民間の不動産に入居し、業務用のスペースを借りていたことから、「落ち着かない国家（un Estado inquino）」状態からの脱却を目指して建設された。
カサ・グランデ・デル・プエブロにはヘリポートがあり、最上階の2フロアは大統領のために確保され、ジムやスパ、専用エレベーターが設置されている。 大統領のスイートスペースの合計は1,068平方メートル (11,500 sq ft) であり、寝室は61平方メートル (660 sq ft)で、そのベッドルームには、先住民族の模様がフレームに施されたベッドなど、個性的なデザインがなされた家具がある。47平方メートル (510 sq ft)のバスルームとドレッシングルームには、シャワーとジャグジーが設置されている。居間には、ネルソン・マンデラやフィデル・カストロなど、世界の政治家の肖像画で飾られており、また敷地内にはコロラドス・デ・ボリビアという大統領を護衛する歩兵連隊の寮も存在する。